# Murdock (Minnesota)
Murdock es una ciudad ubicada en el condado de Swift en el estado estadounidense de Minnesota. En el Censo de 2010 tenía una población de 278 habitantes y una densidad poblacional de 191,67 personas por km².

## Geografía
Murdock se encuentra ubicada en las coordenadas 45°13′23″N 95°23′37″O / 45.22306, -95.39361. Según la Oficina del Censo de los Estados Unidos, Murdock tiene una superficie total de 1.45 km², de la cual 1.45 km² corresponden a tierra firme y (0%) 0 km² es agua.

## Demografía
Según el censo de 2010, había 278 personas residiendo en Murdock. La densidad de población era de 191,67 hab./km². De los 278 habitantes, Murdock estaba compuesto por el 94.96% blancos, el 0% eran afroamericanos, el 0% eran amerindios, el 0% eran asiáticos, el 0% eran isleños del Pacífico, el 3.96% eran de otras razas y el 1.08% pertenecían a dos o más razas. Del total de la población el 7.19% eran hispanos o latinos de cualquier raza.